# Matt Lubick
Matt Lubick (Bozeman, Montana, 1972. január 26. –) amerikai amerikaifutball-játékos és -edző, 2025-től a Kansas Jayhawks tight endjeinek edzője; korábban a csapat elemzője volt.

## Játékosként
A Montana Western Bulldogs defensive backjeként 1984-ben elnyerte az All-America és az All-Conference elismeréseket. 1995-ben a Coloradói Állami Egyetemen sporttudomány szakos diplomát szerzett.

## Edzőként
1995-ben a Colorado State Rams edzőhelyettese volt, majd az 1996-os szezonban a Cal State Northridge Matadors defensive backjeit, 1997–1998-ban pedig a San Jose State Spartans wide receivereit edzette. 1999–2000-ben az Oregon State Beaversnél az edzői mellett toborzási koordinátori feladatokat is ellátott. 2001-ben visszatért a Ramshez, majd két szezonra az Ole Miss Rebels munkatársa lett. 2007-től három szezont töltött az Arizona State Sun Devilsnél.
2010-ben a Duke Blue Devils passzkoordinátora és toborzási koordinátora lett. 2012-ben a csapat 1994 óta először kijutott a bowlmérkőzésre, emellett Lubicket jelölték az AFCA év edzőhelyettesének járó díjára, illetve elnyerte a FootballScoop.com által az év legjobb wide receiver-edzőjének odaítélt díjat. A Blue Devils 2012-ben a bowl aldivízió 31. legjobb csapata volt.
2013. január 28-án Mark Helfrich meghívására az Oregon Ducks passzkoordinátora és wide receivereinek edzője lett. Első évében jelentősen javult a játékosok labdaelkapási és támadói statisztikája is. 2016. január 1-jén előléptették támadókoordinátorrá, majd január 20-án bejelentették, hogy mellette továbbra is a wide receiverek edzője marad. Decemberben Helfrichcsel együtt kirúgták; ekkor elfogadta az Ole Miss Rebels ajánlatát, de egy hónap múlva a Baylor Tigershez, majd további két hónap múlva a Washington Huskieshoz távozott. 2020. január 17-én a Nebraska Cornhuskers munkatársa lett; 2021. november 8-án három másik helyettessel együtt kirúgták.
2022–2023-ban a Kansas Jayhawks elemzője volt.

## Fordítás
- Ez a szócikk részben vagy egészben  a   Matt Lubick című angol Wikipédia-szócikk ezen változatának fordításán alapul.  Az eredeti cikk szerkesztőit annak laptörténete sorolja fel. Ez a jelzés csupán a megfogalmazás eredetét és a szerzői jogokat jelzi, nem szolgál a cikkben szereplő információk forrásmegjelöléseként.